# Andreas Frederik Lincke
Andreas Frederik Lincke (19. februar 1819 i København – 14. oktober 1874) var en dansk militærmusiker (hoboist), komponist og dirigent.
Hans far, Johan Frederik Wilhelm Lincke var også militærmusiker, og sønnens bane var lagt ad samme spor. Først spillede Andreas i Jydske Regiments Musikkorps, og da regimentet nedlagdes i 1842 kom han til Den Kongelige Livgardes Musikkorps. Lincke spillede bl.a. klarinet og var en anerkendt violinist, og dette instrument trakterede han i H.C. Lumbyes Tivoliorkester jævnsides med ansættelsen som militærmusiker, og fik efterhånden også betroet posten som afløser for Lumbye på dirigentpodiet.
I Rigsarkivet fandt man i midten af 1990'erne en partitursamling på 135 værker arrangeret for 8 messingblæsere af Andreas Frederik Lincke og August Otto Dehn til kong Frederik 7.s jagtensemble. Lincke stod på venskabelig fod med kongen og havde fået til opgave at samle og arrangere Den Kgl. Jagtmusiks repertoire, der er forfattet midt under Treårskrigen fra november 1848 til januar 1850. Der er mange ophavsmænd til musikken, bl.a. Lumbye og Lincke selv. I 1855-1856 var Lincke også dirigent på Hofteatret og fra 1864 ledede han musikken i Casino og hos Tivolis konkurrent Alhambra. I 1865 hædredes han med ærestitlen krigsråd ligesom H.C. Lumbye. På et tidspunkt ragede han uklar med denne, og flyttede nogle år til Göteborg, men vendte tilbage til København, hvor han døde i 1874, samme år som Lumbye.
Musikalsk stod Lincke i skyggen af Lumbye, der både var en bedre komponist og forretningsmand, men Lincke skrev dog en del danse og marcher, som opnåede vid udbredelse både i Danmark og Tyskland. Også som arrangør var han aktiv, og han skrev desuden balletmusik til Det Kongelige Teater.

## Værkliste
- Triumph-Marsch 1849
- Frederik 7.s jagtmusik (arrangør – 1850)
- Forårsblomster (vals til Grevinde Danner 1855)
- Den alvorlige Pige (ballet 1856)
- Finalen til ”Fjærnt fra Danmark” (ballet – 1860)
- Pontemolle (ballet – 1866) – sammen med Vilhelm Christian Holm
- mere end 30 marcher og dansenumre
- Kong Frederik VIIs Skånske Husarers Marche
- Kong Frederik VIIs Reveille
- 8 violin-etuder (udkommet 1888)